# Pantoum
Pantoum (nazývaná též pantun, pantum, pantoun) je malajská lidová forma o různém počtu čtyřveršových slok, v nichž se druhý a čtvrtý verš strofy předcházející vrací jako první a třetí verš strofy následující. Zakončen je pak strofou, jejíž poslední verš je totožný s prvním veršem celé básně. Tím je "malajský řetězec", jak se někdy pantumu říká, uzavřen nejen formálně, ale i myšlenkově. Do Evropy se dostal roku 1812 (v anglické mluvnici malajštiny), byl pěstován hlavně romantiky (Chamisso, Victor Hugo) a francouzskými parnasisty. Pro nás jej objevil již František Ladislav Čelakovský v Růži stolisté.